# تيري هارت
تيري هارت (بالإنجليزية: Terry Hart) (و. 1946 – م) هو ضابط، ورائد فضاء، وطيار من الولايات المتحدة الأمريكية . ولد في بيتسبرغ، بنسيلفانيا .

## ريادة الفضاء
شارك في المهمات الفضائية:
- STS-41-C.

## التعليم
تعلم في معهد ماساتشوست للتكنولوجيا، وجامعة روتجرز، وLehigh University

## الخدمة العسكرية
خدم في القوات الجوية الأمريكية.